# Danny Barber (Musiker)
Daniel Peter „Danny“ Barber (* 18. Oktober 1953; † 11. Juli 2019) war ein US-amerikanischer Jazzmusiker (Trompete, Flügelhorn).

## Leben und Wirken
Barber war das vierte von sechs Kindern. Seine ersten fünf Lebensjahre verbrachte er in Clinton mit seinen drei älteren Schwestern; 1959 zog die Familie nach South Bend, Indiana, wo sein Vater eine Anstellung bei der Bendix Corporation gefunden hatte. Dannys Vater war auch ein lokaler Trompeter; im Alter von 10 Jahren begann Danny, von seinem Vater unterrichtet zu werden, wurde Mitglied dessen Band. Er spielte dann in der Schulband und hatte mit 16 Jahren erste professionelle Auftritte in der örtlichen Eddie Knight Band; ferner spielte er in der Familienband, The Sounds of Brass.
Barber leistete seinen Militärdienst beim Jazzensemble der US-Armee, The Jazz Ambassadors, wo er bis 1976 tätig war. Nach seiner Entlassung aus der Armee arbeitete er im Tommy Dorsey Orchestra (Ghost Band), dann bei Maynard Ferguson, mit dem er von 1977 bis 1979 blieb. Im Bereich des Jazz war er zwischen 1990 und 2012 an 315 Aufnahmesessions beteiligt, meist in Bigband-Produktionen, u. a. mit der Roger Pemberton Big Band, Bill Porter Orchestra, The Jazz Members Big Band of Chicago, Ed Vodicka & Friends, Buddy Childers Big Band, Frank Mantooth und bei Clark Terry (mit Jeff Lindberg & The Chicago Jazz Orchestra).